# Bokermannohyla sapiranga
Bokermannohyla sapiranga é uma espécie de anfíbio da família Hylidae. Endêmica do Brasil, pode ser encontrada no Distrito Federal, Goiás e Minas Gerais.